# Mac OS X Public Beta
Mac OS X Public Beta (nome in codice Kodiak) è una versione beta del sistema operativo di Apple. È stato presentato il 13 settembre 2000 al costo di 29,95 dollari statunitensi. La sua uscita segna la transizione dal Classic Mac OS al nuovo macOS, dopo il fallimento di Copland, anticipando le novità a sviluppatori di software e beta tester. Ne sono state pubblicate due build, una negli Stati Uniti d'America (1H39) e una internazionale (2E14).

## Caratteristiche

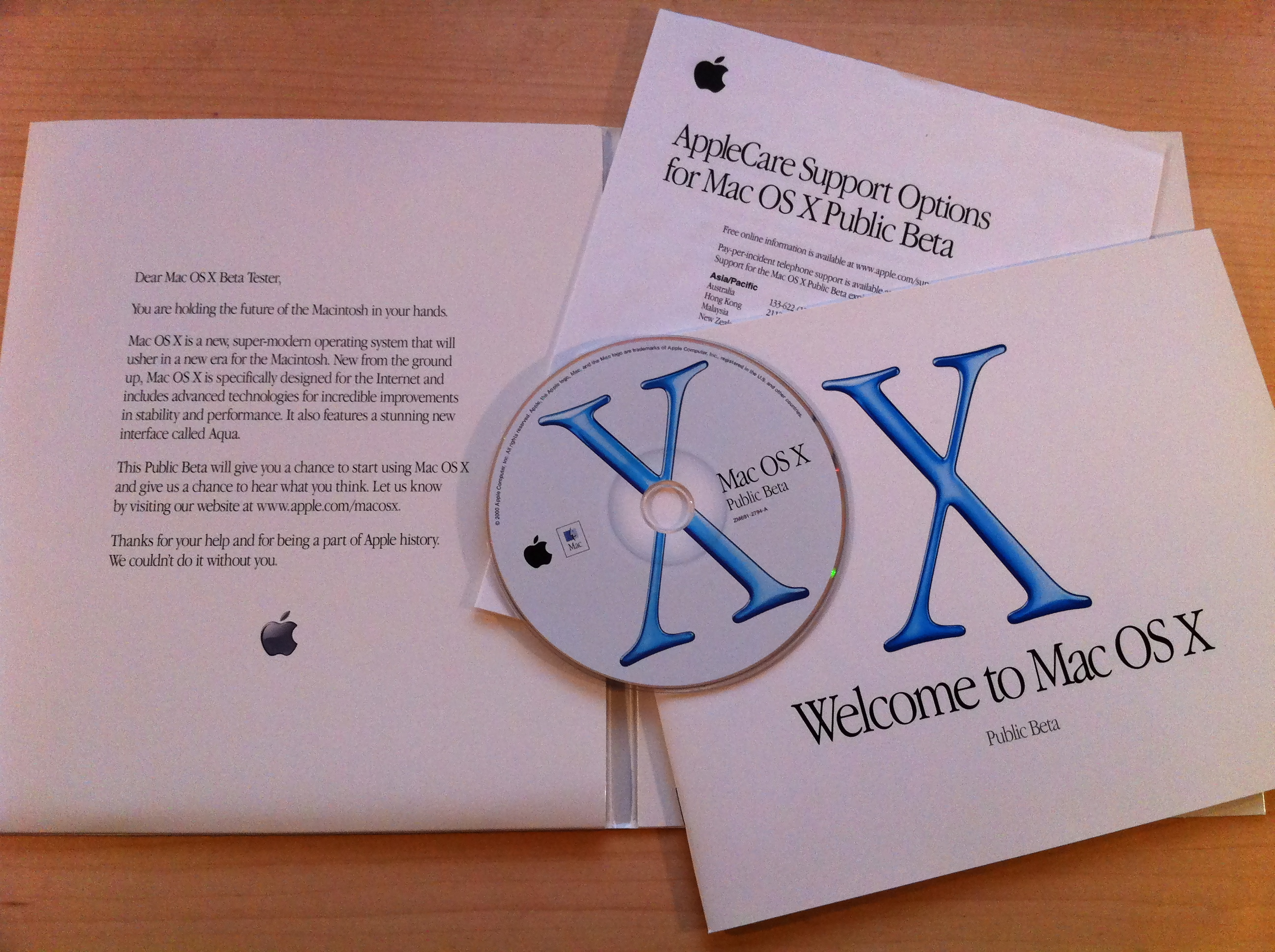
CD di installazione

### Novità
Mac OS X Public Beta segue l'uscita di Mac OS X Server 1.0 (basato su NeXTSTEP e sull'interfaccia Platinum del Classic Mac OS) introducendo l'interfaccia grafica Aqua. La stessa è accompagnata da nuovi tipi di carattere e porta all'implementazione del Dock, e di una nuova barra dei menu (con al centro il logo di Apple, posizionato a sinistra e diventato il menu Apple nelle successive versioni). Le icone sono molto più grandi e risolute, migliorando l'user experience.
Mac OS X Public Beta apporta alcuni cambiamenti tecnici fondamentali, la maggior parte da attribuire a Darwin 1.2.1, così come due di esse attese da almeno un decennio: il pre-rilascio e la protezione della memoria. L'amministratore delegato di Apple Steve Jobs ha dimostrato i benefici di queste tecnologie al MacWorld del 2000 con Bomb.app, un programma di prova concepito appositamente per andare in crash.

### Software
Mac OS X Public Beta ha introdotto poi molti dei software che ora fanno parte di macOS come TextEdit, Anteprima, Mail, QuickTime Player e il Terminale. Include anche un semplice lettore MP3 (iTunes ancora non era stato distribuito), Sketch (un programma di grafica vettoriale che sfrutta il nuovo motore di rendering introdotto, ovvero Quartz) e HTMLEdit, un editor HTML WYSIWYG ereditato da WebObjects.

## Retrocompatibilità
I software compatibili con Mac OS X Public Beta, come programmi e driver, erano molto pochi e difficili da reperire. I beta tester ricercarono alternative open source o shareware, avviando un homebrew attorno al nuovo sistema operativo. Molti dei programmi utilizzati sulle prime versioni di macOS erano ereditati dalle versioni degli sviluppatori NeXTSTEP (come OmniWeb) o erano semplici app wrapper che integravano un'interfaccia grafica a programmi con interfaccia a riga di comando.
La non ottimale implementazione di Carbon rispetto a Cocoa ha poi portato a una cattiva accoglienza da parte degli utenti.

## Scadenza
Mac OS X Public Beta è scaduto il 14 maggio 2001, circa due mesi dopo l'uscita di Mac OS X Cheetah, versione Release to Manufacturing del sistema operativo. Conseguentemente non può essere eseguiti sui Mac PowerPC usciti dopo l'inizio del 2001, tantomeno sui successivi basati sull'architettura x86 o AArch64. Per poter essere utilizzata è necessario impostare la data del sistema ad una precedente a quella di scadenza.
La scadenza ha indotto gli utenti di Mac OS X Public Beta a passare alla versione stabile, i quali avevano diritto a uno sconto di 30 dollari statunitensi sull'acquisto di Mac OS X Cheetah. La scadenza in realtà non riguarda il sistema operativo Darwin, che continua a funzionare ma privo dell'interfaccia grafica.